# ميلكانا غ. بالافوروفا
ميلكانا غ. بالافوروفا (البلغارية: Милкана Палавурова) (مواليد سبتمبر 1974) كاتبة ومنتجة دي في دي وممارسة يوغا وعارضة أزياء سابقة بلغارية. أنتجت وحررت ووزعت أول دليل منزلي لممارسة اليوغا على أقراص دي في دي في مملكة البحرين والشرق الأوسط الذي ترجم أيضا إلى البلغارية.

## اليوغا
ميلكانا اكتسبت شهادة في ممارسة اليوغا التقليدية في ولاية تاميل نادو بالهند مع الدكتور سكينتيل كومار. أصبحت أول بلغارية معلمة لليوغا من ذوي الخبرة المسجلة لدى الولايات المتحدة ووزارة الصحة بمملكة البحرين ومنظمة أيورفيدا في الهند. كتبت العديد من المقالات والمنشورات المختلفة في مواقع الإنترنت عن استخدام اليوغا للتخفيف من التوتر. تم التبرع ببعض الأرباح لجمعية التوحد الوطنية بالولايات المتحدة لتثقيف وتمكين الأفراد والأسر المتضررة من مرض التوحد والاضطرابات العصبية الأخرى. شهادة الدكتوراه الحاصلة عليها في مجال علم صحة النفس تثبت وتكشف الحقائق والمعلومات عن نظريات الاتصال بين الجسم والعقل. كما أنها ساهمت في قبول اليوغا كعلاج في الشرق الأوسط ليصل في التغيير الاجتماعي نحو ثقافة متحركة في المنطقة.
في أكتوبر 2007 أنشئت ميلكانا وشريكتها في ذلك الوقت كارينا غورسكا أول مركز لممارسة اليوغا مسجل رسميا في مملكة البحرين باسم ستوديو لوتس يوغا. أصبحت ميلكانا مشهورة بسبب مقالاتها عن اليوغا والدين حيث قدمت مقارنة بين صلاة المسلمين وحركات اليوغا.

## عرض الأزياء
تنطوي نماذج أعمال ميلكانا لمنظمات مثل بتلكو وأمريكان اكسبريس وبنك البحرين والكويت وبنك البحرين الوطني والبحرين كونفيدينشال وغيرها الكثير.